# 헝가리 헌법
헝가리 헌법인 헝가리 기본법(헝가리어: Magyarország alaptörvénye)은 2011년 4월 18일 국민의회에서 채택되었으며, 일주일 후 대통령이 공포하고 2012년 1월 1일 발효되었다. 이는 헝가리 민주주의 체제에서 채택된 최초의 헌법으로, 자유 선거에 따른 것이다.
이 문서는 1949년 8월 20일 헝가리 인민공화국 창설 시 처음 채택되어 1989년 10월 23일 대폭 개정된 1949년 헌법을 계승했다. 1949년 헌법은 헝가리 최초의 영구 성문 헌법이었다. 헝가리는 교체되기 전까지 공산주의 종식 후 완전히 새로운 헌법이 없는 유일한 구 동구권 국가였다.
2011년 헌법은 국내외적으로 논란의 대상이 되어왔다. 비평가들은 이 법안이 야당과 사회 전반의 충분한 의견 없이 채택됐다는 점, 집권 피데스당의 이념을 반영하고 이를 집권했다는 점, 헝가리가 그렇지 않음에도 불구하고 보수적인 기독교 세계관에 뿌리를 두고 있다는 점 등을 주장한다. 특히 독실한 국가이기 때문에 이전에 독립적이었던 기관을 축소하고 정치화한다. 헌장을 제정한 정부는 “합법적으로 안치된 것이며 국민의 뜻을 반영한 것”이라며 이러한 주장을 일축했다.